# Cattedrale di Roskilde
La cattedrale di Roskilde (in danese Roskilde Domkirke), nell'omonima città sull'isola di Zelanda (Sjaelland) nella Danimarca orientale, fu la prima cattedrale gotica ad essere costruita in mattoni, e la sua costruzione incoraggiò la diffusione di questo stile (detto appunto gotico laterizio) nell'Europa Settentrionale. La cattedrale fu costruita durante il XII e il XIII secolo e incorpora nel suo disegno caratteristiche architettoniche sia gotiche che romaniche. Fu l'unica cattedrale in Zelanda fino al XX secolo. Le guglie gemelle della cattedrale di Roskilde dominano lo skyline della città.
La cattedrale di Roskilde è il principale luogo di sepoltura dei monarchi danesi fin dal XV secolo, il che ha portato a notevoli aggiunte e alterazioni nel corso del tempo, poiché i singoli regnanti fecero aggiungere diverse cappelle di sepoltura. A seguito della Riforma protestante del 1536, la residenza del vescovo venne spostata a Copenaghen, ed egli detiene da quel momento il titolo di Vescovo di Zelanda.
La cattedrale è un'importante attrazione turistica, con 125.000 visitatori all'anno. Dal 1995 la cattedrale è elencata tra i patrimoni dell'umanità dell'UNESCO.
Fin dal 1987, la cattedrale è sede di uno dei principali cori di ragazzi della Danimarca. Il coro è composto da studenti che si incontrano due o tre volte alla settimana per provare, e ogni due anni compiono delle tournée all'estero. La cattedrale ospita anche diversi concerti.

## Storia

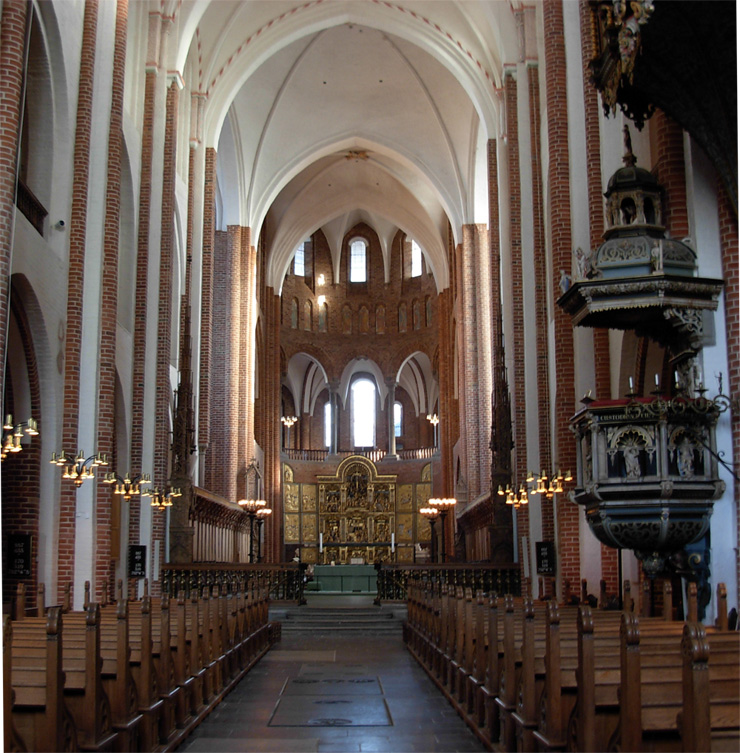
Veduta dell'interno.

Roskilde venne dichiarata capitale danese da re Aroldo I attorno all'anno 960. Una piccola chiesa in legno venne eretta dedicandola alla Santa Trinità. Re Aroldo vi venne tumulato, anche se non è mai stato trovato il luogo esatto.
Attorno al 991 Roskilde divenne sede del vescovo di Roskilde, sotto la supervisione dell'arcivescovo di Amburgo, il quale aveva il compito di convertire i regni pagani scandinavi. Il vescovo fu responsabile dell'isola di Zealand, nel sud della Svezia (Scania), e delle isole a sud tra cui Rügen, al largo della Germania settentrionale. Il vescovo Svend Nordmand (1076-1088) attraverso le donazioni della sorella di re Canuto il Grande, Estrid, fece posare la prima pietra della cattedrale, completata nel 1080. La chiesa venne costruita in stile romanico con archi interni a tutto tondo che sostengono un piatto soffitto. La chiesa principale è composta da una lunga navata e da due absidi laterali. Due torri si trovano ai lati dell'entrata principale. Un monastero in pietra venne costruito a ridosso della cattedrale sul lato settentrionale, al fine di ospitare i monaci ed altre persone legate al complesso. Il vescovo Svend riuscì ad ottenere un'importante reliquia, il teschio di Papa Lucio I, uno dei primi papi (253-255), che divenne così il patrono della cattedrale.
Il più famoso vescovo di Roskilde fu Absalon, il vescovo guerriero, il quale fondò Copenaghen. In seguito Absalon divenne arcivescovo di Lund. Fu responsabile della costruzione della chiesa di Nostra Signora a Copenaghen, chiesa che nel XX secolo rubò a Roskilde il titolo di "cattedrale nazionale danese".
Re Valdemaro I depositò le reliquie di san Canuto Lavard presso San Luca il 25 giugno 1170, lo stesso giorno in cui re Canuto VI venne incoronato all'interno della cattedrale di Roskilde, unica incoronazione di un danese all'interno del complesso. Il successore di Absalon, Peder Sunesen, iniziò un'ambiziosa espansione della cattedrale nel 1200 sul modello di quella di Tournai, in Belgio, dove era stato abate sotto al suo mentore, il vescovo Stefano di Tournai. Senza bune pietre con cui lavorare, la cattedrale venne costruita con un nuovo tipo di materiale, mattoni rossi di dimensione superiore alla norma. Insieme all'abbazia di Sorø, Roksilde divenne un prototipo per la costruzione di altri monasteri, chiese, cattedrali ed edifici pubblici in tutta la Scandinavia e la Germania settentrionale. È stato stimato che per la sua costruzione siano stati usati oltre tre milioni di mattoni. La nuova cattedrale fu alta il doppio di quella vecchia, e costruita in stile gotico con archi a sesto acuto e soffitto a volta che alzava ulteriormente l'edificio. Un transetto è stato aggiunto per dare alla chiesa una forma a croce, ed un'abside rotondo venne aggiunto al coro. Due torri si trovano ai lati del portone occidentale. Il coro è separato dalla navata. Le porte situate tra navata ed altare venivano aperte solo per le grandi feste del calendario liturgico. Sul lato settentrionale sono state erette quattro cappelle dedicate a santa Brigitta, san Cristoforo e sant'Andrea.

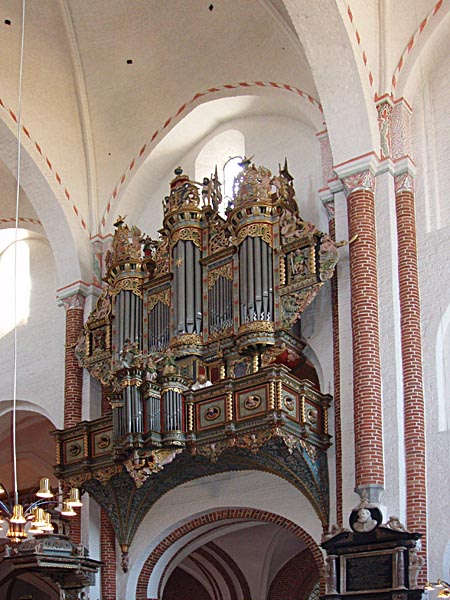
L'organo

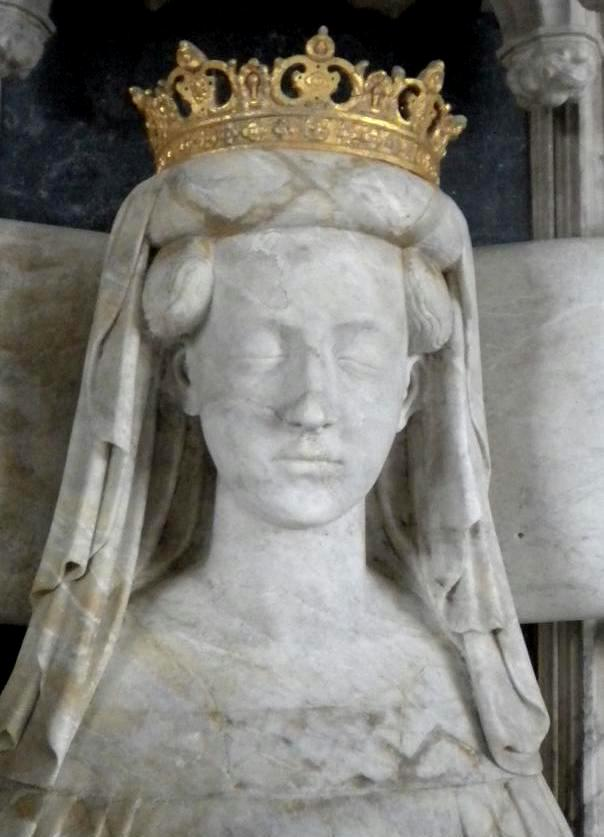
Tomba della regina Margherita I

Il vescovo Jakob Erlandsen costruì una scuola presso la cattedrale per l'educazione dei bambini poveri nel 1249. Nel 1310 una Lady chapel venne aggiunta al posto dell'attuale mausoleo che ospita le tombe di molti recenti esponenti della famiglia reale danese. Il vescovo Peder Jensen Lodehat rimosse il corpo della regina Margherita I dall'abbazia di Sorø nel 1314, e la seppellì in pompa magna all'interno della cattedrale.
Nel 1439 iniziarono i lavori all'interno, soprattutto sul coro. Il 14 maggio 1443 un incendio colpì l'intera città bruciando anche la cattedrale. Venne danneggiata così seriamente che non venne ricostruita prima del 1464. Re Cristiano I pagò per l'aggiunta della nuova cappella dei Tre Re. Cristiano I e la moglie Dorotea di Brandeburgo sono sepolti nella cattedrale e, con Margherita I, rappresentano le tombe più antiche. Le pietre tombali di questi sepolcri vennero fatte con materiale proveniente dall'antico Acquedotto Eifel, risalente al I secolo, di costruzione romana. La cappella contiene anche una strana pietra chiamata la "Colonna del Re". Su questa colonna sono incisi i nomi di molti membri della famiglia reale danese e di famosi visitatori. Oltre ai reali danesi, si trovano anche i nomi di Edoardo VII d'Inghilterra, Pietro il Grande, e re Chulalongkorn di Thailandia.
Le due torri occidentali di San Luca vennero ricostruite con piccole guglie, come le chiese medievali. Il famoso orologio di San Giorgio venne aggiunto nel 1500, e molti turisti si fermano ad ammirare san Giorgio che attacca il drago ogni battito di ora. Altri due personaggi suonano la campana ogni quarto d'ora e alla mezz'ora. Nel 1511 la cappella di Sant'Andrea e quella di Santa Brigitta vennero affrescate con scene della vita dei santi.
Per tutta la storia della cattedrale, alcune persone vi sono state seppellite. Molti si trovano sotto il pavimento, in tombe fatte con mattoni, o in cima, in tombe scolpite nella pietra. I più ricchi affittarono un posto per costruire un mausoleo nelle cappelle che costellano le absidi, e molte di loro vennero decorate con memoriali in legno o pietra che occupano tutti gli spazi disponibili sui muri interni della cattedrale.
Gli ultimi vescovi cattolici di Roskilde si impegnarono a fondo per fermare la diffusione delle idee luterane nella diocesi, ma fallirono. Nel 1536 il re e la maggior parte dei danesi forzarono monasteri, cattedrali, abbazie e chiese ad abbandonare il culto cattolico, dedicandosi al Luteranesimo. Joachim Rønnow, ultimo vescovo cattolico di Roskilde, venne imprigionato nel 1536 e rimase nel castello di Copenaghen fino alla morte avvenuta nel 1544. Nel 1538 il Lutero danese, Hans Tausen, giunse alla cattedrale per mettere fine agli ultimi scampoli di cattolicesimo. Nel 1540 tutte le proprietà della cattedrale sono state confiscate dal re.
La cattedrale fu l'ultimo bastione del cattolicesimo della Zelanda, ma nel 1536 il soprintendente luterano di Zelanda si spostò a Copenaghen, nonostante Roskilde fosse ancora la cattedrale ufficiale. Il declino di Roskilde fu repentino, tutti i monasteri, le chiese, le canoniche, vennero chiuse dalle famiglie nobili, che ne requisirono le proprietà. Il crocefisso gigante della cattedrale ed altri simboli cattolici vennero distrutti. Dal momento che la chiesa era un luogo di sepoltura reale, la cattedrale si salvò dalla Riforma. I soprintendenti vennero velocemente nominati vescovi, e quello di Zelanda continuò a vivere e a lavorare a Copenaghen finché Zelanda non venne diviso da Copenaghen negli anni venti.
Nel 1548 le vedove dei sindaci Van Seygens e Sidsel Lerbæk vennero condannate ed arse come streghe sulla piazza della cattedrale. Nel 1554 un nuovo organo, costruito da Herman Raphaelis, venne donato alla cattedrale. Venne allargata nel 1600 e nel 1833, e restaurata di nuovo nel 1988. San Luca venne trasformata in chiesa parrocchiale per il centro di Roskilde. Nel 1583 l'ultima suora conosciuta morì, ponendo fine ai cinque secoli di vita del monastero.

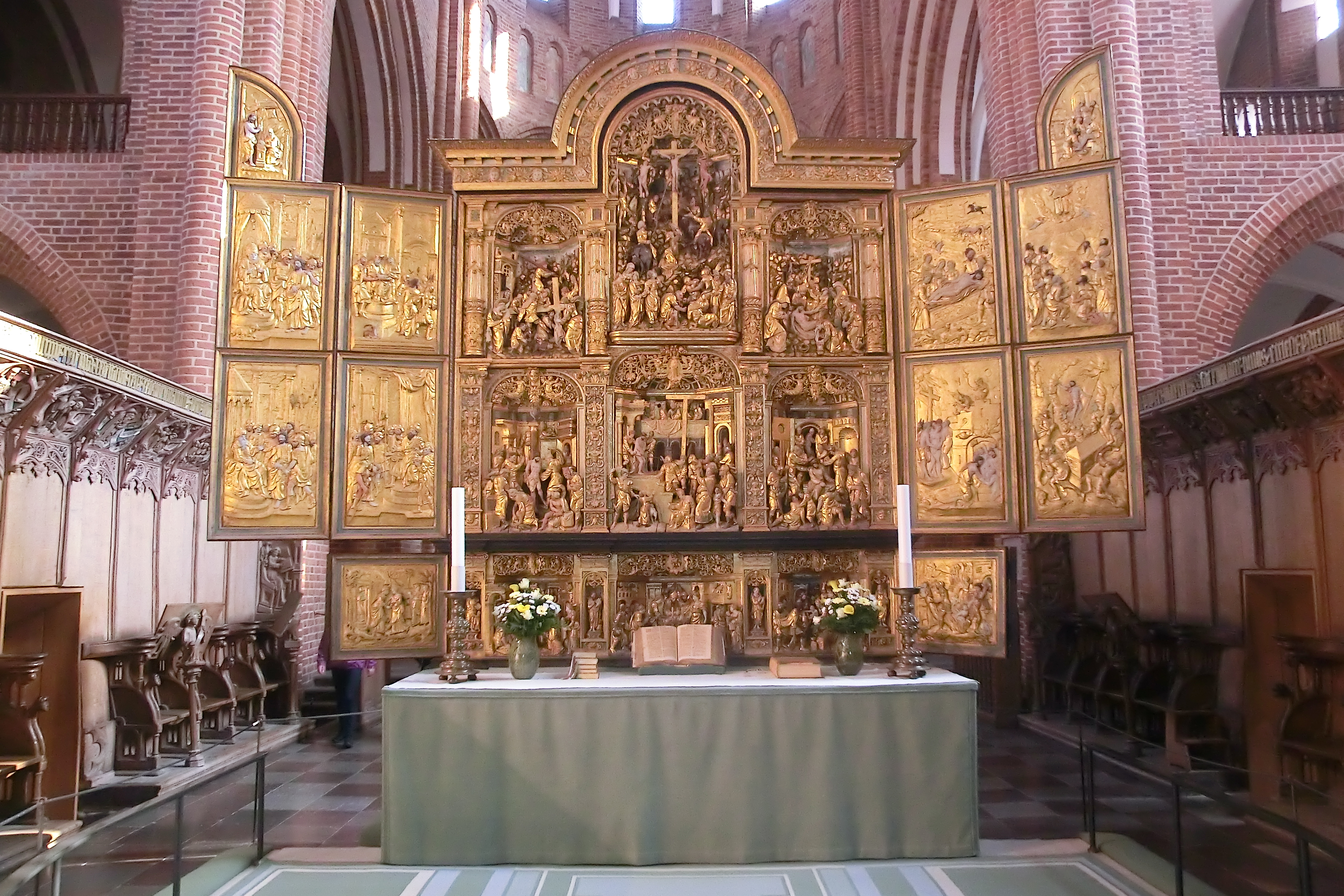
L'altare maggiore

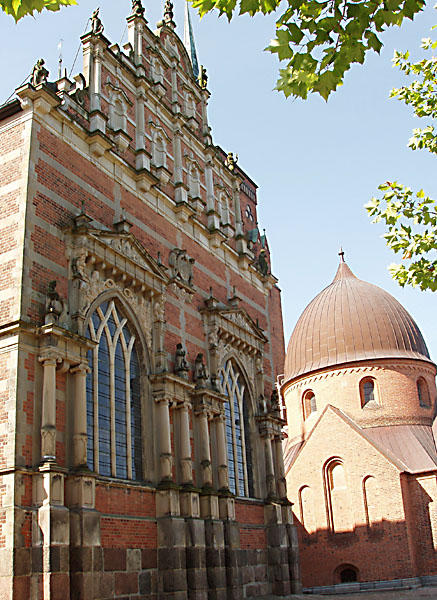
La cappella di Cristiano IV

Il fantastico altare venne scolpito ad Anversa, ed è uno dei tesori dell'edificio. Il pulpito fu un dono di Cristiano IV nel 1610. Lo scultore che preparò le opere in arenaria, marmo e alabastro era il famoso Hans Brockman. Nel 1614 le cappelle di San Cristoforo e Sant'Andrea vennero rimpicciolite per permettere la costruzione della cappella di Cristiano IV.
Nel 1635-6 le due torri occidentali vennero alzate aggiungendo le guglie in rame. Queste torri contengono sei campane; la più antica risale al 1508, ed è opera di Hans Jensen. Johannes Fastenőwe forgiò due campane nel 1511, pagate dal vescovo Johan Ravensberg. La più grande, "Stormklokken", si trova nella torre settentrionale. A. Burchado ne costruì una nel 1594, posizionata con quella di Jensen e la più piccola di Fastenőwe nella torre meridionale.
Un portone reale si trova nella facciata occidentale, e venne intagliata da Geert Barchmann. Il nuovo portone venne usato solo in rare occasioni; solitamente i turisti entrano dall'entrata sud. La stupenda entrata venne spostata presso la Chiesa Holmen di Copenaghen. Nel 1645 il vescovo di Zelanda ordinò di annotare sui registri parrocchiali tutti i battesimi, i matrimoni e i funerali di Zealand, e grazie a questo sono arrivati a noi molti dati utili del tempo.
Durante la guerra tra danesi e svedesi, l'esercito di re Gustavo I di Svezia invase ed occupò parte della Danimarca, tra cui Roskilde. Ordinò che i resti della regina Margherita I fossero trasferiti nella cattedrale di Uppsala in Svezia. Il sarcofago restaurato della regina è ancora esposta a Roskilde.
Nel 1968 la guglia Margrethe venne distrutta da un incendio, e le sue due campane, una del 1200 e l'altra del 1613, vennero danneggiate talmente da impedirne il restauro. Due nuove campane vennero create dalla Petit and Fritsen Company nel 1970.
A partire dal 1987 la cattedrale ha ospitato uno dei cori dei Denmark's leading boys', il Roskilde Cathedral Boys' Choir. Il coro presto celebrerà il ventennale. Tutti i coristi frequentano la scuola e si incontrano circa 2-3 volte alla settimana per provare. Ogni due anni il coro fa un tour all'estero, ed ha già visitato paesi come la Nuova Zelanda, la Scandinavia, l'Inghilterra, la Groenlandia, la Francia e la Polonia.

## Membri della famiglia reale danese sepolti nella cattedrale

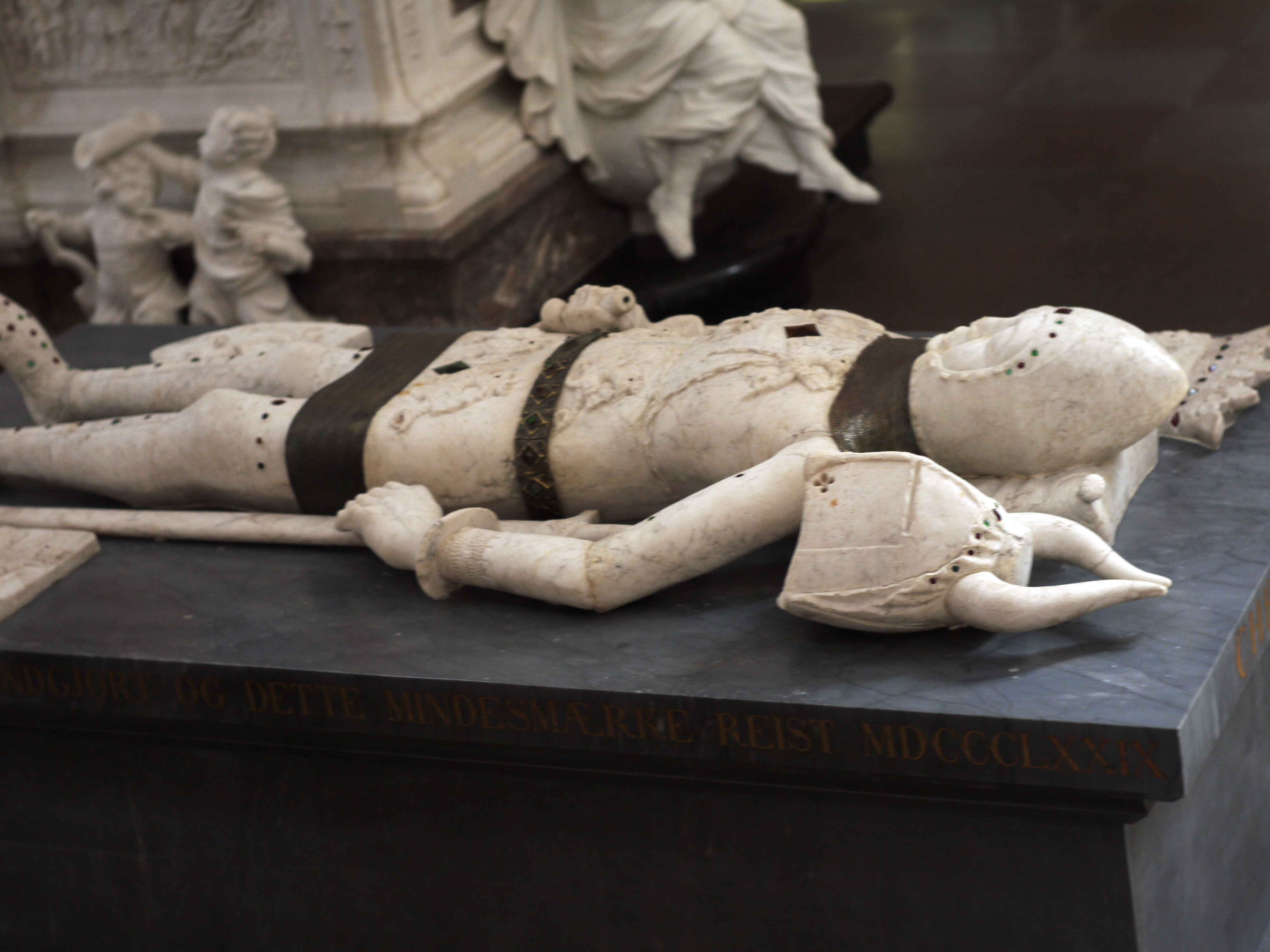
Sarcofago del principe Cristoforo, duca di Lolland (1344-63), fratello maggiore della regina Margherita I

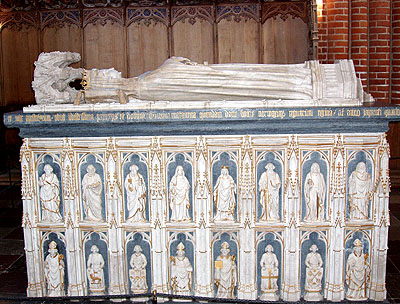
Tomba di Margherita I

- Harald Dentazzurro (presunto) (circa 986)
- Sweyn I di Danimarca (presunto) (1014)
- Sweyn II Estridsen (1076)
- Margareta Hasbjörnsdatter (10??)
- Cristoforo di Danimarca, duca di Lolland (1363)
- Margherita I (1412)
- Cristoforo di Baviera (1448)
- Cristiano I (1481) e Dorotea di Brandeburgo-Kulmbach (1495)
- Cristiano III (1559) e Regina Dorotea di Sassonia-Lauenburg (1571)
- Federico II (1588) e Regina Sofia di Meclemburgo-Güstrow (1631)
- Cristiano IV (1648) e Regina Anna Caterina di Brandeburgo (1612)
- Federico III (1670) e Sofia Amelia di Brunswick e Lüneburg, (1685)
- Cristiano V (1699) e Regina Carlotta Amalia d'Assia-Kassel (1714)
- Federico IV (1730) e le regine Luisa di Meclemburgo-Güstrow (1721) e Anna Sofia Reventlow (1743)
- Cristiano VI (1746) e Regina Sofia Maddalena di Brandeburgo-Kulmbach (1770)
- Federico V (1766) e le regine Luisa di Hannover (1751) e Giuliana Maria di Brunswick-Lüneburg (1796)
- Cristiano VII (1808)
- Federico VI (1839) e Regina Maria Sofia d'Assia-Kassel (1852)
- Cristiano VIII (1848) e Regina Carolina Amalia di Schleswig-Holstein (1881)
- Federico VII (1863)
- Cristiano IX (1906) e Regina Luisa d'Assia-Kassel (1898)
- Federico VIII (1912) e Regina Luisa di Svezia-Norvegia (1926)
- Cristiano X (1947) e Regina Alessandrina di Meclemburgo-Schwerin (1952)
- Federico IX (1972) e Regina Ingrid di Svezia (2000)